# フォーマルハウトb
フォーマルハウトb (英: Fomalhaut b) は、みなみのうお座の方向に地球から約25光年離れた位置にある太陽系外惑星と考えられていた元候補天体である。2008年にハッブル宇宙望遠鏡の撮影した写真により、A型主系列星フォーマルハウトの周囲を公転しているのが発見され、その後2013年1月にさらなる観測により詳細な軌道要素などが報告された。フォーマルハウトbと、同時に発見が発表された HR 8799 の周りの3つの惑星は、直接撮影により軌道の動きが明らかとなった初めての太陽系外惑星であると考えられていた。しかし、2020年に発表された追観測では惑星である可能性は低く、ダストの塊であった説を強く支持している。
フォーマルハウトbの真の性質についてはかなりの議論がある。フォーマルハウトbは当初は直接撮像された初めての系外惑星のひとつとして認識された。この検出は、ダストや環などの惑星周囲の物質による反射光と、木星型惑星の大気からの熱放射を検出したものと考えられた。しかしその後、フォーマルハウトbは低質量の惑星であり、その周囲に存在するダスト雲による反射光が検出の原因となっているという説や、微惑星同士の破壊的な衝突によって生成されたデブリを検出したものだとする説が提唱されている。
フォーマルハウトbは、国際天文学連合 (IAU) による太陽系外惑星の命名キャンペーンの対象となっていた惑星のうちの一つである。このキャンペーンでは、対象となった系外惑星に対する名称が一般からの公募および投票によって選ばれた。その結果として2015年12月に、IAU はこの惑星に対して Dagon という名称を与えることを発表した。この名称は、古代メソポタミアおよび古代カナンの神であるダゴンに由来する。

## 概要
フォーマルハウトbの性質ははっきりとは分かっていない。可視光線での直接撮像によって発見されたものの、後の赤外線での観測では検出されず、質量の上限値として木星質量の3倍以下という制約が与えられた。また軌道は主星のフォーマルハウトの周囲に発見されている塵の環と交差するように思われるにも関わらず、環が惑星によって乱された形跡が見られないことからも、質量の上限値として非常に小さい値が与えられた。
フォーマルハウトbの正体として、現在進行中の微惑星の衝突によって生成された球殻状の塵の雲に覆われた2木星質量未満の惑星であるとする説、大きな環に囲まれた惑星であるとする説が提唱されており、どちらも説も惑星の周囲にある物質が主星の光を散乱することでフォーマルハウトbが可視光で観測可能になっているとしている。別の可能性としては、フォーマルハウトbは最近発生した彗星から小惑星サイズの天体同士の衝突によって生成された破片の塊であり、実際には惑星ではないとする説も提唱されている。2020年にはハッブル宇宙望遠鏡による10年にわたる観測結果の再検討から、フォーマルハウトbの画像が次第に薄くなり拡散していく様子が報告されており、これは小天体の衝突による塵の雲であるという説を支持する結果である。
その他、フォーマルハウトbの特異なスペクトルと見かけの動きから、フォーマルハウトbは偶然フォーマルハウトの近傍にあるように見える背景の中性子星であるという説も提唱されたが、チャンドラでの観測ではフォーマルハウトbからのX線は検出されず、中性子星説には懐疑的な結果が得られている。
発見が同時に公表されたフォーマルハウトbと HR 8799 の周りの3つの惑星は、その光の少なくとも一部は惑星の大気から放射されていると考えられ、直接撮像で発見された初めての系外惑星とされる。なお、これら以前の発見例としては 2M1207b やおおかみ座GQ星b、おうし座DH星b、がか座AB星b、CHXR 73 b、UScoCTIO 108、カメレオン座CT星b、1RXS J160929.1-210524b がある。しかしその後のスピッツァー宇宙望遠鏡による赤外線での観測やハッブル宇宙望遠鏡の観測データの再解析からは、フォーマルハウトbからの光は惑星の熱放射ではなく、主星の光の散乱光であることが示唆されている。これは、検出された可視光の一部が惑星からの熱放射に起因するものだとすると、惑星の有効温度を考えると近赤外線領域では明るくなるはずだからである。

## 発見と観測の経緯

### ハッブル宇宙望遠鏡による発見

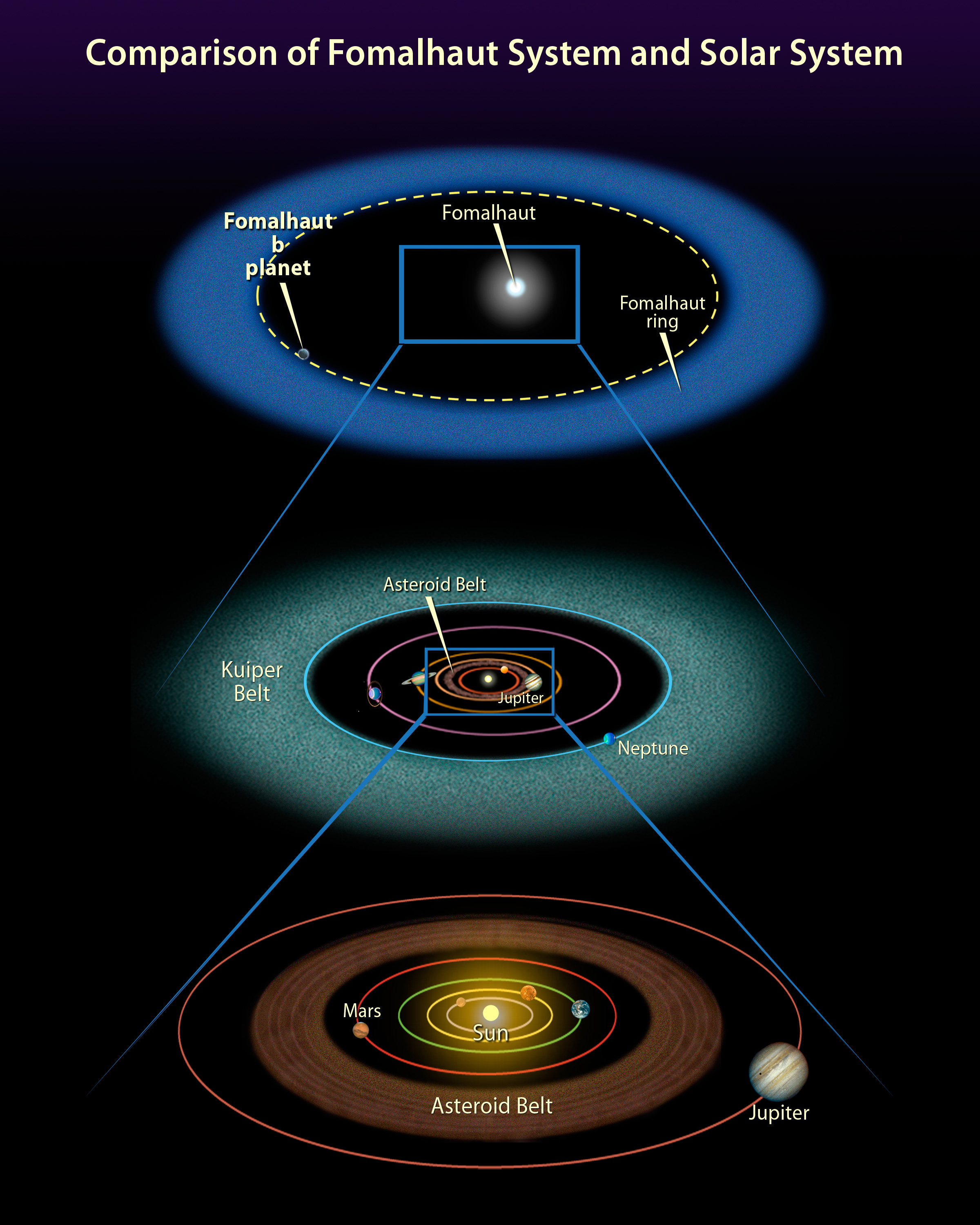
太陽系とフォーマルハウトの惑星系の比較

フォーマルハウトの周囲に重い惑星が存在する可能性は、フォーマルハウトの周りに存在する重く冷たい塵の円盤 (あるいは塵の帯、環) の構造の観測を元に2005年に予測されていた。発見された塵の帯の中心は主星であるフォーマルハウトの位置とは一致せず、また帯の内縁は予想されるよりもはっきりとした境界を持つ。大きな軌道長半径を持つがこの塵の環よりも内側に位置する重い惑星が存在すれば近傍から塵やその原因となる天体を排除することができ、帯の内縁が明瞭になり主星を中心とした分布からずらすことができると考えられた。
2008年5月に、ポール・カラスや James R. Graham とその共同研究者らによって、ハッブル宇宙望遠鏡の掃天観測用高性能カメラ (ACS) を用いて可視光線 (0.6-0.8 µm) の波長域で2004年と2006年に撮影された画像の中からフォーマルハウトbの存在が同定された。NASA はカラスらによる発見報告論文が『サイエンス』に掲載されるのに合わせ、2008年11月13日に合成した発見写真を公開した。
カラスは、「以前は見えなかった惑星を発見するのは、深遠で圧倒的な経験だ。5月末にフォーマルハウトbが恒星を公転していることを確信した時は、心臓発作になりそうだった。」と語っている。公開された写真では、明るい外側の楕円の環は塵からなる環であり、その内側の帯は恒星の散乱光によるノイズを表している。惑星が発見されるまで、8年間に渡って系の研究が続けられていた。
フォーマルハウトbは可視光で直接発見された初めての太陽系外惑星だった。また、発見の前に予測された惑星としては海王星以来の撮影された惑星であり、塵からなる円盤との相互作用から正しく予測された初めての惑星でもある。また、これまでに直接観測された太陽系外の天体の中では、最も冷たく低質量の天体であるとも信じられている。

### 初期の追加観測と疑義

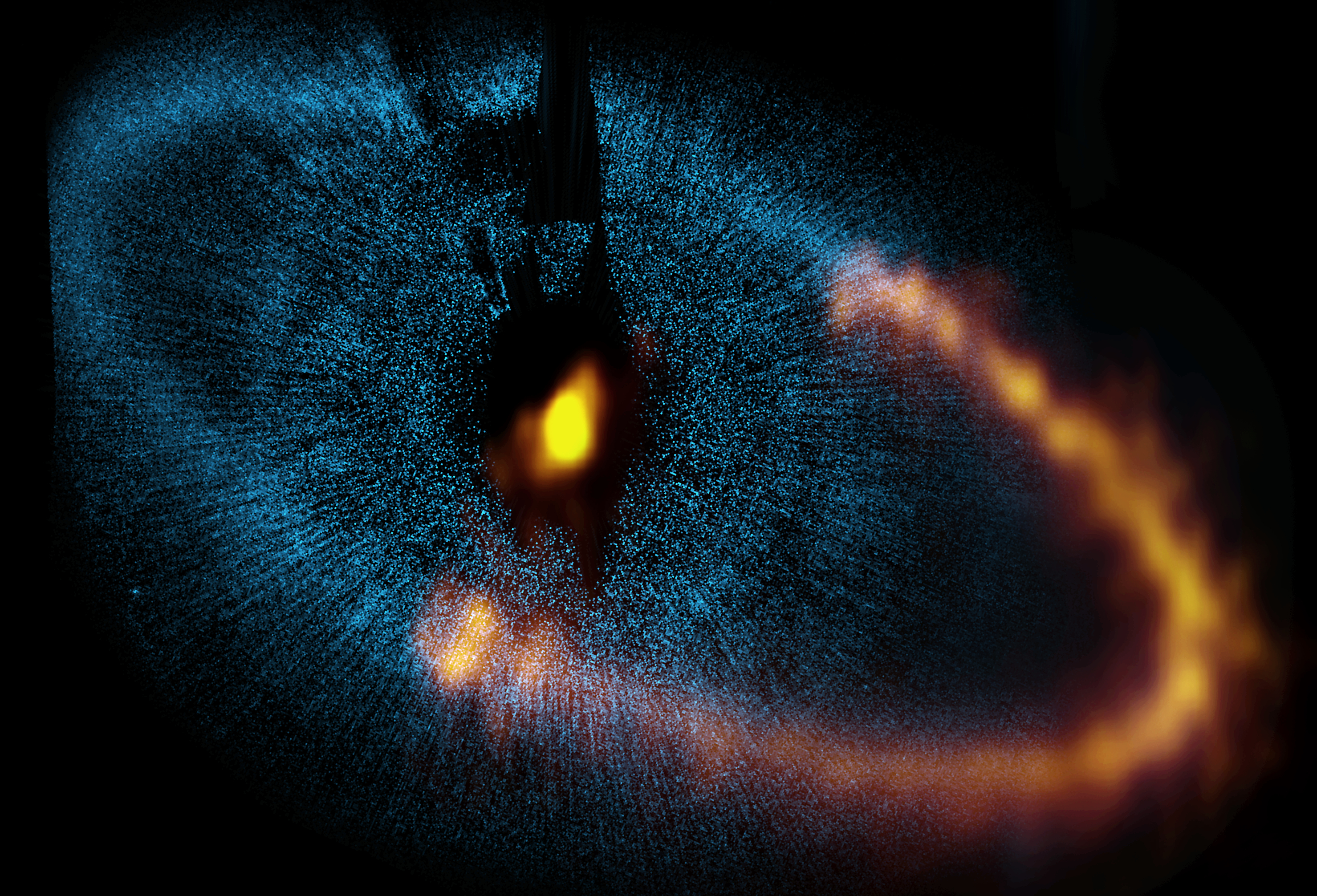
ALMA で撮影されたフォーマルハウトの塵円盤。

カラスらによる発見を報告する論文では、フォーマルハウトbからの放射は惑星周囲の塵による主星の光の散乱光と、惑星の熱放射の2つからなることが示唆された。前者は波長 0.6 µm での明るさの大部分を説明し、惑星からの熱放射は 0.8 µm の明るさの大部分に寄与しているとされた。また地上望遠鏡を用いた赤外線の観測データ中には発見されなかったことから、フォーマルハウトbの質量は3木星質量よりも軽いだろうと示唆された。
もしフォーマルハウトbが木星の1-3倍の質量を持つのであれば、宇宙望遠鏡を用いた赤外線での観測では検出が可能であるはずである。しかし感度の高い赤外線宇宙望遠鏡であるスピッツァー宇宙望遠鏡を用いた観測ではフォーマルハウトbが検出されなかったことから、質量は1木星質量未満であることが示唆された。さらに、この惑星はフォーマルハウト周りの離心率を持った塵の環の成因を説明できると考えられていたが、カラスらの論文での測定からは、環の構造を説明するには惑星の動きが速すぎる (軌道の長軸が揃っていない) ことが指摘された。
2011年9月から10月に行われたアタカマ大型ミリ波サブミリ波干渉計 (ALMA) で観測されたフォーマルハウトの塵円盤の解析では、別の仮説が提唱された。フォーマルハウトの周りの環はより小さな羊飼い惑星によって形作られているとされ、予想される質量は火星程度から地球の3倍程度の範囲と、過去のフォーマルハウトbの推定質量を大幅に下回るものであった。これらの結果は、フォーマルハウトbの系外惑星としての地位に疑問を投げかけるものであった。

### 再発見、独立した確認とさらなる成果

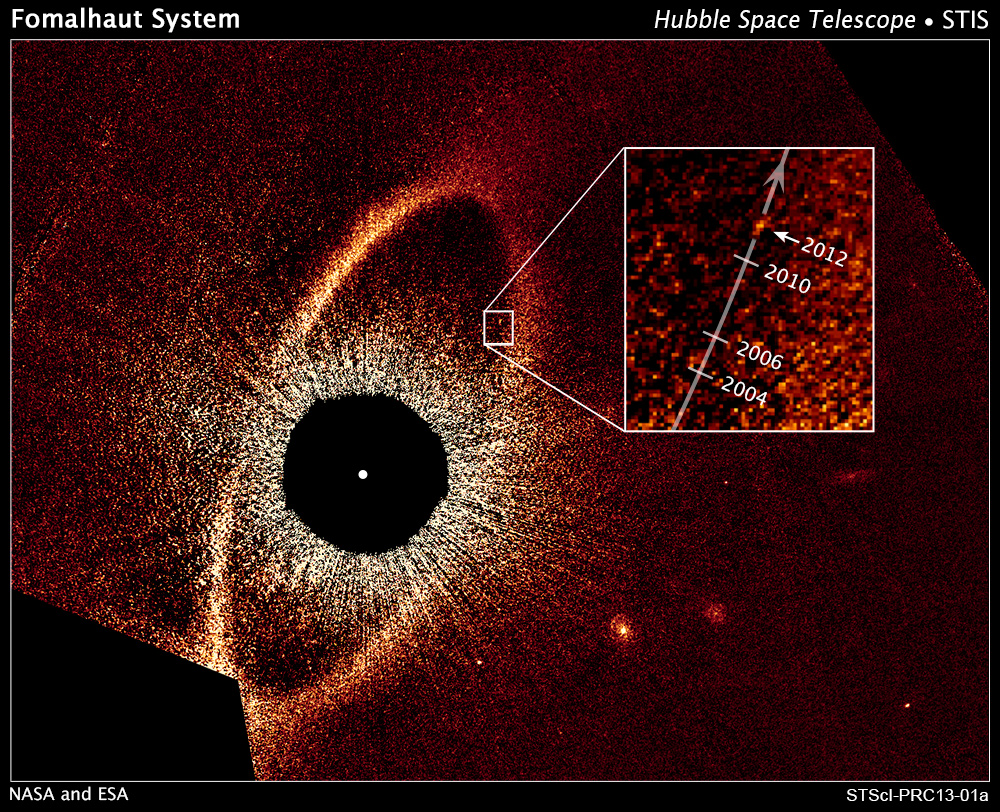
2004年から2012年にかけて、ハッブル宇宙望遠鏡で得られたフォーマルハウトbの画像と位置の変化。

2012年10月24日、トロント大学の Thayne Currie が率いる研究チームにより、フォーマルハウトbの初めての独立した再発見が公表され、フォーマルハウトbが惑星であるという主張が復活することとなった。Currie らはこれまでのハッブル宇宙望遠鏡の観測データを、惑星からの光と恒星からの光を分離するための新しくより強力なアルゴリズムを用いて再解析し、フォーマルハウトbが実在することを確認した。また、新しく 0.4 µm の波長でフォーマルハウトbを検出したことも報告した。Currie らはフォーマルハウトbの可視光での検出と赤外線での明るさの上限値をモデル化し、フォーマルハウトbの放射は小さい塵による恒星の光の散乱光によって完全に説明できることを示し、見えない惑星質量天体を塵が取り囲んでいると考えた。そのため Currie らは、検出された光が惑星の大気から来ているものではなく厳密な意味ではフォーマルハウトbは直接撮像されていないものの、フォーマルハウトbは「直接撮像によって同定された惑星」であると考えている。
翌日にヘルツベルグ天体物理学研究所の Raphael Galicher と Christian Marois が率いるチームによる2番目の論文が公開され、同じくフォーマルハウトbを独立して再発見し、0.4 µm での新たな検出も確認された。この論文ではフォーマルハウトbのスペクトルエネルギー分布 (SED) は重い惑星からの直接的な放射もしくは散乱光では説明できないと主張された。SED を説明するためのモデルとして、(1) 重いが見えていない惑星を取り囲む大きな周惑星円盤、(2) 過去100年の間に発生した半径 50 km 程度のカイパーベルト天体のような天体同士の衝突の残骸、の2つの可能性が考慮された。
その後の2010年と2012年にハッブル宇宙望遠鏡に搭載された撮像分光装置 Space Telescope Imaging Spectrograph (STIS) で得られたデータから、ポール・カラスとその共同研究者は再びフォーマルハウトbを検出したと報告した。しかしフォーマルハウトbの位置測定の解析からは軌道離心率が e = 0.8 と大きな値を持つことが示された。天球上に投影したフォーマルハウトbの軌道はフォーマルハウトの塵の環と交差することになり、そのためこの天体が環の明瞭な内縁を形作っている可能性は低いと考えられる。フォーマルハウトbの軌道が大きな離心率を持つことは、より恒星に近い位置にあるこれまでに発見されていない惑星との大きな力学的相互作用を起こした証拠であるかもしれない。
フォーマルハウトbは惑星ではないとの主張がされた後に再び惑星の可能性があるとの主張が復活したことから、この惑星を "zombie planet" (ゾンビ惑星) と呼ぶ例が見られる。ただしこれは報道資料などで用いられる非専門用語であり、査読付きの論文中に見られる用語ではない。

### 塵の雲である仮説を支持する観測
2020年4月、ハッブル宇宙望遠鏡の STIS を用いて2013年と2014年に新たに得られたデータを含めてフォーマルハウトbを再解析した論文が発表された。この研究によると、フォーマルハウトbの像は時間の経過と共に徐々に薄く拡散していく様子が明らかとなった。これは2つの小惑星程度の大きさの天体が破壊的な衝突を起こした際に生成された塵の雲であるとする解釈を支持する結果である。この研究では拡散していくダスト雲のモデルと観測結果との比較も行っており、モデルは観測を再現可能であるとした。フォーマルハウトの年齢では、塵の雲を発生させるような小天体同士の破壊的な衝突は非常に希少な現象である。そのため著者らは、未発見の惑星が存在して周囲の小天体を力学的に乱した結果、小天体の破壊的な衝突が促進された可能性があると述べている。

## 物理的特徴
フォーマルハウトbの軌道がその外側に広がる塵の円盤と同一平面上に存在すると仮定すると、フォーマルハウトからの距離はおよそ 115 au である。この距離は塵の円盤の内縁からおよそ 18 au 内側である。同じく直接撮像で発見されているがか座ベータ星や HR 8799 周りの惑星の軌道距離は 8-70 au であり、フォーマルハウトbはこれらよりも大きな軌道を持つ。フォーマルハウトbは秒速 4 km で動いていると考えられる。フォーマルハウトbの軌道が塵の円盤と交差しているのか、あるいは射影した軌道が交差しているだけなのか (つまり円盤と同一平面上の軌道を持っていない) は不明であるが、その軌道は塵の円盤の内部に完全に収まっているわけではない。
フォーマルハウトbが検出された可視光線の波長では、明るさは恒星のわずか 2.7×10−10 倍であり、これまでに直接撮像された太陽系外の天体の中では最も暗いものである。波長 0.4-0.8 µm での測定から得られたフォーマルハウトbのスペクトルの形状は主星のものと似通っており、フォーマルハウトbとして同定された光は完全に恒星の光の散乱光であることを示唆している。初期の発見報告論文では、可視光での明るさは惑星への降着によって変動する可能性が示唆されていたが、後のデータの再解析ではフォーマルハウトbが実際に変光している証拠を検出することには失敗しており、惑星への降着が起きているという証拠は存在しない。ただし長期的な観測では、この天体が時間の経過とともに暗くなっている様子が判明している。
フォーマルハウトbが可視光の波長で検出可能であるためには、光っている領域は惑星の物理的なサイズよりもずっと大きい必要があり、このことは我々が観測している光は惑星の大気から放射されたものではないとする説を補強する。惑星を取り囲む環は、環が木星半径の20倍から40倍のサイズを持っている場合に限り、フォーマルハウトbを可視光で観測可能にするための十分な散乱光を生み出すことができる。また、半径が 0.004 au の球殻状のダスト雲が惑星を取り巻いていた場合も、フォーマルハウトbは可視光で観測可能となる。0.6 µm の波長で得られている最も高品質なデータではフォーマルハウトbは分解されない点源として検出されており、光っている領域を天球に投影した際の大きさは 0.25 au 程度を超えることは無いと推定される。しかしわずかに長い波長では天体の像が分解できる可能性があり、さらに最近のハッブル宇宙望遠鏡による観測データでは、光っている領域は大きいことが示唆されている。
フォーマルハウトbが惑星だと仮定した場合、その質量は不定性が大きい。赤外線で検出されなかったことから、フォーマルハウトbの質量は木星質量の3倍未満、あるいは2倍未満との上限値が与えられた。しかし質量の下限値は、不明確なフォーマルハウトbの詳細な性質や惑星周辺の環境、フォーマルハウト系にその他の惑星質量天体が存在するかどうかに依存する。フォーマルハウトbがフォーマルハウト周りの塵の円盤の構造を形成しているとするモデルでは、質量は木星の0.5倍であることが示唆される。またフォーマルハウトbが微惑星の群れに取り囲まれていることを仮定するモデルでは、推定される質量は地球質量の10-100倍とより小さな質量の推定値が与えられる。もし惑星が1つではなく、2つの羊飼い惑星が共に塵の円盤を幅の狭い環状の構造に保っているのであれば、これらの惑星の質量は火星の数倍から地球より重い程度であると考えられる。
フォーマルハウトbが木星や土星のような巨大ガス惑星である場合、主星自身が形成された数百万年後に形成されたと考えられるため、年齢はおよそ4億5000万年となる。惑星ではなく一時的な塵の雲であるとした場合はその年齢は極めて若いはずであり、この数世紀の間に形成された可能性もある。

## フォーマルハウトを公転する他の惑星
フォーマルハウトbは主星から離れた距離を公転しており、このような遠方では重い惑星を形成するのは難しい。フォーマルハウトbの現在の位置は、より主星に近い位置にある未発見のさらに重い天体によって力学的に散乱された結果である可能性がある。複数の地上望遠鏡による観測でこの仮説上の「フォーマルハウトc」の探査が試みられているが、まだ発見されていない。非常に小さい、太陽系程度のスケールに未発見の天体が存在するのであれば、その天体は木星質量の13倍未満の質量を持っていなければならない。またより大きなスケールの、HR 8799 の周りの惑星の距離と同程度の距離に存在するのであれば、その天体は木星質量の2-7倍未満の質量を持っている必要がある。もしフォーマルハウトbが小石程度のサイズの物体の惑星コアへの集積 (ペブル集積) によって急速に形成され、その後ガスを降着したのであれば、現在の位置での形成も可能であるかもしれない。

## ギャラリー

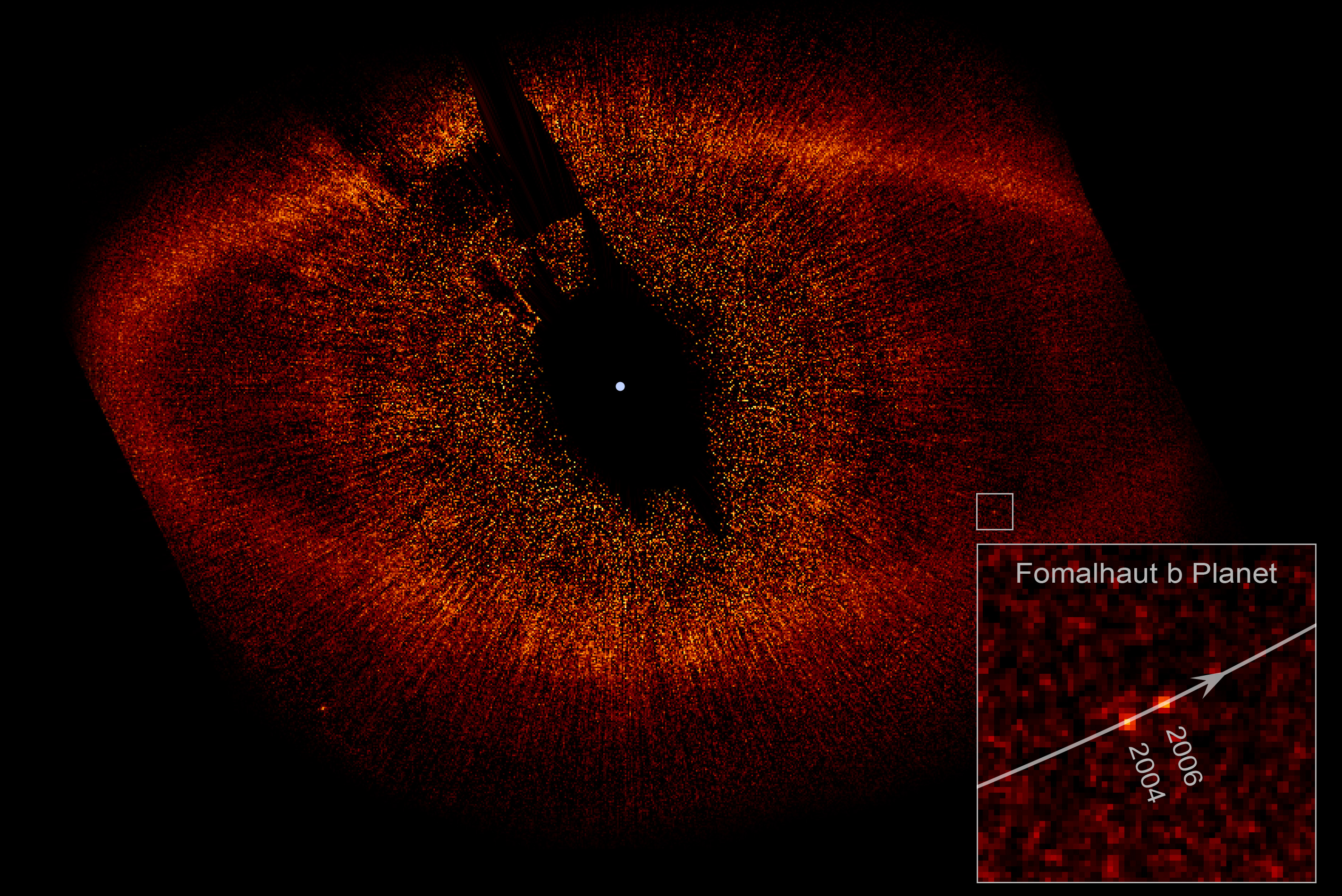
フォーマルハウトbの2004年と2006年の位置の変化

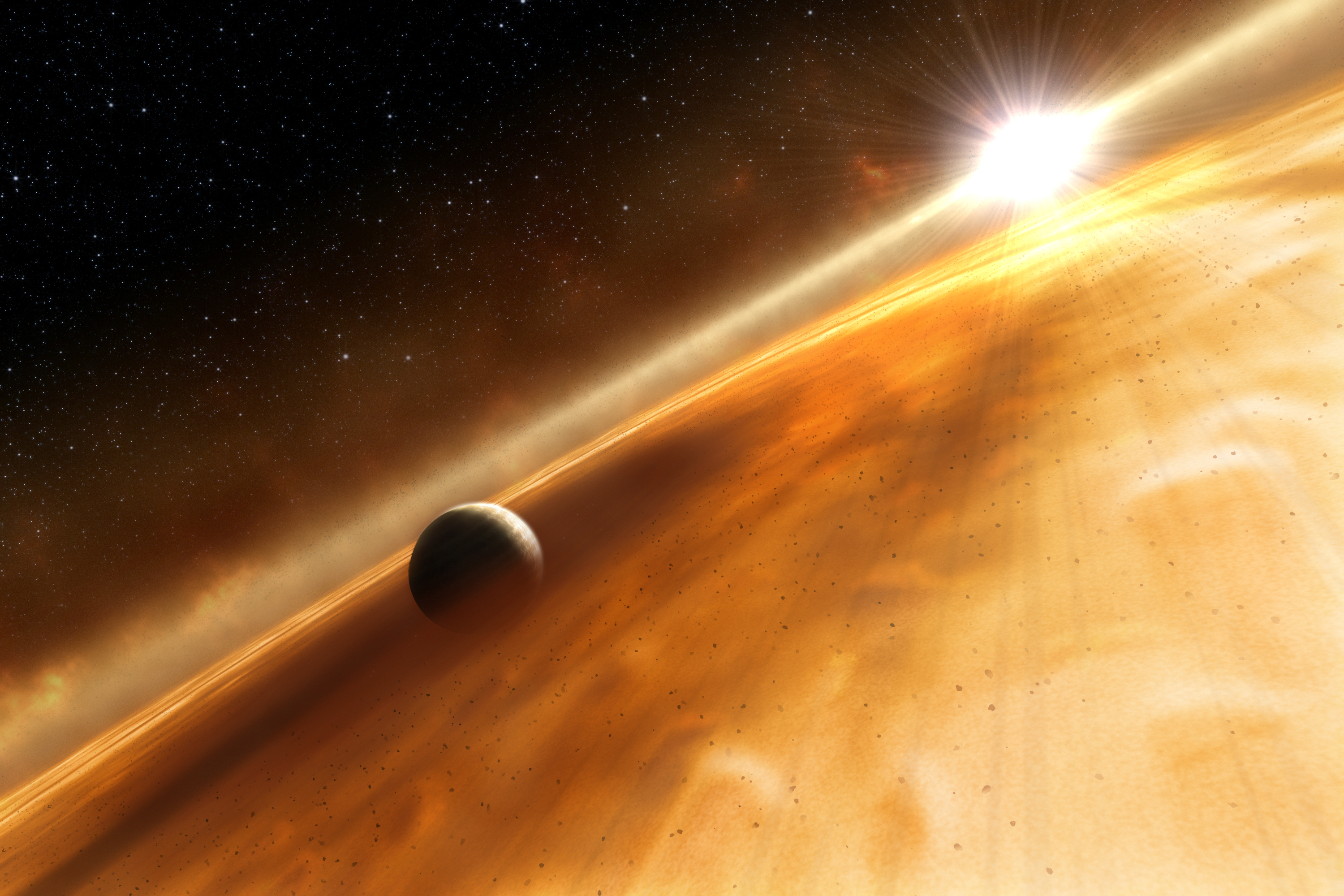
主星を公転するフォーマルハウトbの想像図